# 오진희
오진희(1974년 8월 19일 ~)은 쌍방울 레이더스의 전 야구 선수다. 전주고등학교를 졸업했다.

## 같이 보기
- 1996년 쌍방울 레이더스 시즌